# Aquitaine (D650)
Aquitaine (D650) es una fragata en servicio de la Armada francesa. Es el barco líder de su clase de fragatas francesas, que a su vez fueron desarrolladas por el programa de fragatas multipropósito FREMM.

## Historial de servicio
La Aquitaine se desarrolló como parte de un programa conjunto franco-italiano conocido como FREMM, que se implementó para desarrollar una nueva clase de fragatas para uso de varias armadas europeas. La construcción del barco comenzó en 2007 y se completó en 2012.
En abril de 2018, Aquitaine participó en los bombardeos de Damasco y Homs de 2018.